# Wassyl Losynskyj
Wassyl Mychajlowytsch Losynskyj (ukrainisch Василь Михайлович Лозинський; wiss. Transliteration Vasylʹ Mychajlovyč Losynsʹkyj; * 1982 in Lwiw, Ukrainische SSR, UdSSR) ist ein ukrainischer Lyriker, Übersetzer, Essayist und Kurator. Er ist Teil der Redaktion der Literatur- und Kunstzeitschrift prostory sowie Mitglied der Kuratorenvereinigung Hudrada (deutsch „Kunstrat“). Er wohnt und arbeitet in Kiew.

## Leben
Wassyl Losynskyj studierte Germanistik in Lwiw und Berlin. Er hat zwei Lyrikbände auf Ukrainisch publiziert: den Gedichtband „Свято після дебошу“ 2014 beim Indy-Verlag NIICE (Kiew) und „Інша країна“ 2016 bei Lotsia (Kiew). In deutscher Übersetzung erschien von ihm der Gedichtband „Fest nach dem Untergang“ im Hochroth Verlag.
Die Texte und Übersetzungen sind in den Zeitschriften 10 TAL, manuskripte, OSTRAGEHEGE, Lichtungen, Wozduch, Trafika Europe, punctum, Wyspa, Hawai’i Review und in Prostory, Krytyka, SHO, Chetver, KORYDOR, Znak, Lystok in der Ukraine. Seine Gedichte erschienen zudem in den Anthologien Grand Tour (2019) sowie der englischsprachigen New York Elegies (2019).
Seine Gedichte sind ins Deutsche, Englische, Polnische, Russische, Schwedische, Lettische, Griechische und Türkische übersetzt worden.

## Werke
Auf Deutsch ist der Lyrikband „Das Fest nach dem Untergang“ bei hochroth, Wiesenburg 2016 erschienen. In englischer Übersetzung erschien eine Auswahl an Gedichten unter dem Titel „The Maidan After Hours“ in den USA (Hawai’i Review Chapbook Series, 2017) und in polnischer Übersetzung als „Święto po awanturze“ (PIW, 2019).
Er übersetzte u. a. Gedichte von Tadeusz Dąbrowski, Ron Winkler, Uljana Wolf, Monika Rinck, Peter Handke, Bohdan Zadura, Tadeusz Różewicz ins Ukrainische. Die Übersetzung der „Betrachtung“ von Franz Kafka wurde als Faksimileausgabe beim Verlag „Osnovy“ (2012) herausgegeben. Des Weiteren fertigte er Übersetzungen zeitgenössischer Autoren aus dem Deutschen und Polnischen an („Schwarzes Quadrat. Ausgewählte Gedichte.“ und „Ausdrucksmittel“ von Tadeusz Dąbrowski, „Fragmentierte Gewässer“ von Ron Winkler herausgegeben und übersetzt).

### Lyrik
- Das Fest nach dem Untergang (Свято після дебошу). Aus dem Ukrainischen von Jakob Mischke, Anna Kauk und Beatrix Kersten. Unter Mitarbeit von Ron Winkler, Uljana Wolf und dem Autor. Wiesenburg : hochroth, 2016, ISBN 978-3-902871-80-0
  - Rezension von Daniel Henseler Ukraine in nuce auf Online-Portal Fixpoetry[3]
- Beitrag in Grand Tour. Eine Reise durch die junge Lyrik Europas. Herausgegeben von Jan Wagner und Federico Italiano. München : Carl Hanser Verlag, 2019, ISBN 978-3-446-26182-2
- Gedichte in New York Elegies: Ukrainian Poems on the City. Edited by Ostap Kin. Boston : Academic Studies Press, 2019, ISBN 978-1-61811-594-2

### Übersetzungen ins Ukrainische
- Ron Winkler: Фрагментовані водойми [Fragmentierte Gewässer. Gedichte]. Ins Ukrainische übertragen von Wassyl Losynskyj. krokbooks, Ternopil 2015, ISBN 978-617-692-271-1.
- Franz Kafka: Споглядання [Die Betrachtung]. Ins Ukrainische übertragen von Vasyl Lozynskyj. Osnovy, Kyjiv 2013.

### Übersetzungen ins Deutsche
- Geo Schkurupij: Übersetzte Gedichte mit einer Einführung zum Autor. Ins Deutsche übertragen von Vasyl Lozynskyj. Veröffentlicht am 6. September 2024 im Literaturportal Bayern online.